# Walter Lewin
Walter Hendrik Gustav Lewin (født 29. januar 1936) er en hollandsk astrofysiker og pensioneret professor i fysik ved Massachusetts Institute of Technology. Lewin fik sin doktorgrad i atomfysik i 1965 ved Delft University of Technology og var medlem af MIT's fysikfakultet i 43 år fra 1966 til sin pensionering i 2009.
Lewins bidrag inden for astrofysik omfatter den første opdagelse af en roterende neutronstjerne ved hjælp af ballonundersøgelser af hele himlen og forskning i røntgendetektion i undersøgelser ved hjælp af satellitter og observatorier. Lewin har modtaget priser for sin undervisning og er kendt for sine forelæsninger om fysik og deres offentliggørelse online via YouTube, MIT OpenCourseWare og edX.
I december 2014 tilbagekaldte MIT Lewins titel som professor emeritus, efter at en MIT-undersøgelse havde fastslået, at Lewin havde overtrådt universitetets politik ved at chikanere en online-studerende seksuelt i et online MITx-kursus, som han underviste i efteråret 2013.